# Дом дворянского собрания (Калуга)
Здание бывшего дворянского собрания Калуги (ныне — областной центр дополнительного образования детей имени Ю. А. Гагарина) — памятник архитектуры, объект культурного наследия федерального уровня.

## Местонахождение и внешний вид
Располагается в историческом центре Калуги на улице Карла Маркса (ранее — Золотая Аллея) между городским парком культуры и отдыха, склонами Оки и Березуйского оврага.
Здание построено из красного кирпича в стиле классицизма, имеет переменную этажность: центральная часть трёхэтажная, боковые — двухэтажные. Над окнами центральной части — фронтоны, на протяжении всего здания между окнами второго и третьего этажа использованы пилястры белого цвета с орнаментом капителей, украшенных волютами и листьями оканта. Фасад дома имеет парадный вход с колоннами и балконом над ним. Ко входу можно подняться по небольшим ступенькам по центру либо по боковым пандусам. Из вестибюля первого этажа к расположенному на втором этаже главному двухсветному залу, где проводились самые значимые и торжественные мероприятия, ведёт широкая чугунная лестница художественного литья.
Внутри дома Дворянского собрания находились картины, портреты и бюсты, характерные для русских официальных учреждений XIX века. Центральное место отводилось полотну, посвящённому событию, произошедшему в 1866 году непосредственно в самом здании — «Шамиль приносит присягу на подданство Государю». Некоторые интерьеры сохранились практически неизменными за всё время, прошедшее с середины позапрошлого столетия.

## История здания
В связи с развитием в начале XIX века в Калуге общественной жизни возникла потребность в строительстве здания для Дворянского собрания. Первоначальные проекты, разработанные главным архитектором Калужской губернии Николаем Фёдоровичем Соколовым были отвергнуты, либо не осуществлены.
Автор воплощённого в жизнь проекта доподлинно не известен. Основные работы по строительству дома были проведены в 1848—1850-х годах архитектором Петром Ивановичем Гусевым (бывшим крепостным), под наблюдением главного архитектора Калужской губернии Ивана Ивановича Таманского и при участии инженера Александра Дмитриевича Кавелина.

## Дворянское собрание
Главным из регулярно проводившихся мероприятий были съезды дворянского собрания, проходившие раз в три года. Местом их проведения был парадный зал на втором этаже. В 1898—1908 годах на должность уездного предводителя дворянства несколько перевыбирался Н. Н. Яновский.
Дом Дворянского собрания являлся одним из центров светской, общественной и культурной жизни города и губернии. Здесь устраивались благотворительные концерты и балы, в частности, в честь приезда в город наследника престола Александра Николаевича (будущего Александра II), проводились художественные выставки, литературные и музыкальные вечера, давали концерты пианист Николай Григорьевич Рубинштейн (1877—1880) и композитор Сергей Иванович Танеев (1876, 1885). Во время пребывания в Калуге здесь часто бывали Алексей Константинович Толстой и братья Жемчужниковы.
С 12 по 21 февраля 1899 года в залах дома Дворянского собрания действовала выставка картин художников-передвижников, на которой демонстрировались произведения Абрама Ефимовича Архипова, Николая Никаноровича Дубовского, Николая Алексеевича Касаткина, Исаака Ильича Левитана, Михаила Васильевича Нестерова, Василия Дмитриевича Поленова, Ильи Ефимовича Репина, Ивана Ивановича Шишкина, а также уроженца Калужской губернии Иллариона Михайловича Прянишникова).
Со зданием связано немало по-настоящему исторических для Калужской губернии событий.
Символично, что в Дворянском Собрании, построенном бывшим крепостным П. И. Гусевым, с 1858 года проводил заседания губернский комитет по устройству быта помещичьих крестьян, занимавшийся подготовкой крестьянской реформы 1861 года и отменой крепостного права.
26 августа 1866 года в большом зале Дворянского собрания вместе со своими сыновьями принял присягу «на верность русскому царю» имам Чечни и Дагестана Шамиль.
С 26 по 28 марта 1906 года в помещениях Дворянского собрания проходили первые выборы в Государственную думу Российской империи. 68 выборщиков из 11 уездов и города Калуги избрали 5 первых депутатов Государственной Думы от Калужской губернии: дворянина Виктора Петровича Обнинского, князя Сергея Дмитриевича Урусова, дворянина Леонида Николаевича Новосильцева, действительного статского советника Алексея Ивановича Сурнова, крестьянина Константина Власьевича Лагутина.
В годы первой мировой войны Дворянское собрание стало одним из центров сбора благотворительных средств и проведения благотворительных мероприятий для тех, кто находился на фронте, и для лечения раненых.

## Дворец труда
После Великой Октябрьской революции 1917 года в здании находился Дворец труда. В первые послереволюционные годы одновременно в нём также находились части особого назначения и казармы 241 стрелкового полка 81 стрелковой дивизии.
Кроме того, на третьем этаже в течение нескольких месяцев располагался созданный в декабре 1917 года решением президиума городского Совета рабочих депутатов молодёжный отряд, первоначально состоявший из 32 человек, преимущественно членов Союза рабочей молодёжи имени III Интернационала (одного из предшественников Комсомола). Им было выдано оружие и обмундирование. Отряд принял деятельное участие в утверждении в городе Советской власти и подавлении вооружённых волнений и выступлений.
В калужском Дворце труда 21 сентября 1935 года было организовано прощание калужан со скончавшимся Константином Эдуардовичем Циолковским.

## Дворец пионеров
С 21 марта 1936 года здесь расположен Дворец пионеров, которому, после визита в Калугу Юрия Алексеевича Гагарина в 1961 году, было присвоено имя первого в мире космонавта. Во Дворце пионеров действовало и действует множество кружков, секций, лабораторий, любительских театров, ансамблей, студий, отделений и творческих объединений. Это старейшее из учреждений дополнительного образования в Калуге.
18 мая 1972 года в честь 50-летия Пионерской организации напротив здания был установлен памятник «Монумент пионерской славы» (сейчас не существует), у которого школьников торжественно посвящали в пионерскую организацию.
В 1974 году недалеко от Дворца пионеров установили памятник калужским большевикам.
С началом политических преобразований 1990-х годов организация неоднократно переименовывалась: с 9 апреля 1991 года называясь «Калужский областной дворец творчества юных имени Ю. А. Гагарина», а впоследствии и до настоящего времени — «Областной центр дополнительного образования детей имени Ю. А. Гагарина».

## Планы развития
В связи с предполагаемым открытием в Калуге филиала Государственного Эрмитажа в качестве одного из возможных вариантов его размещения рассматривается Дом дворянского собрания с одновременным переездом дворца творчества юных.